# Kanton Rodez-1
Der Kanton Rodez-1 ist ein französischer Wahlkreis im Département Aveyron in der Region Okzitanien. Er umfasst einen Teilbereich der Gemeinde Rodez mit 12.069 Einwohnern (Stand: 2022) im Arrondissement Rodez. Durch die landesweite Neuordnung der französischen Kantone wurde er 2015 neu geschaffen.

## Politik
| Vertreter im Departementrat | Vertreter im Departementrat | Vertreter im Departementrat |
| Amtszeit                    | Namen                       | Partei                      |
| --------------------------- | --------------------------- | --------------------------- |
| 2015–                       | Arnaud Combet Sarah Vidal   | PS                          |